# George S. Morison

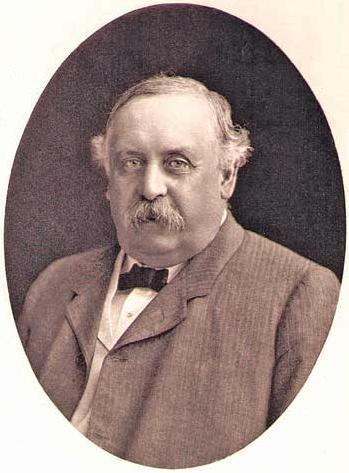
George Shattuck Morison

George Shattuck Morison (* 19. Dezember 1842 in New Bedford, Massachusetts; † 1. Juli 1903 in New York City) war ein US-amerikanischer Jurist, Eisenbahnmanager und Bauingenieur.
Nach einem Jurastudium und kurzer Tätigkeit als Anwalt strebte Morison eine Karriere als Bauingenieur an. Ohne formelle Ausbildung auf dem Gebiet sammelte er unter Octave Chanute erste Erfahrungen und betrieb intensives Selbststudium, das er über seine gesamte berufliche Laufbahn hinweg aufrechterhielt. Morison widmete sich vorrangig dem Brückenbau zur Zeit der expandierenden Eisenbahngesellschaften in Nordamerika Ende des 19. Jahrhunderts und wurde einer der führenden Experten auf diesem Gebiet. Er realisierte über zwanzig große Eisenbahnbrücken unter anderem über den Missouri, Mississippi und Ohio, darunter mit der über drei Kilometer langen Cairo Rail Bridge (1890) die damals längste Stahl-Fachwerkbrücke der Welt und mit der Frisco Bridge (1892) die Auslegerbrücke mit der damals längsten Spannweite in Nordamerika. Zudem war Morison 1895 Präsident der American Society of Civil Engineers und Mitglied der Isthmian Canal Commission von 1899, die eine Route für einen Schifffahrtskanal in Mittelamerika erarbeitete und sich auf Initiative von Morison hin für den späteren Panamakanal entschied.

## Jugendjahre und Jurastudium
George Shattuck Morison war das älteste von drei Geschwistern und wurde im Dezember 1842 in New Bedford, Massachusetts, als Sohn von John Hopkins und Emily Rogers Morison geboren. Seine Eltern waren Nachfahren schottisch-irischer und englischer Einwanderer und kamen aus gut situierten Familien Neuenglands. Als Morison drei Jahre alt war, zog die Familie nach Milton in der Nähe von Boston, wo sein Vater Pastor der unitarischen Kirche wurde, ein Amt, das er bis 1880 ausübte. Nach der Schule besuchte George S. Morison ab 1856 gleich seinem Vater die Phillips Exeter Academy und ab 1859 das Harvard College. Sein Studium der Freien Künste umfasste neben Latein, Altgriechisch, Rhetorik und Geschichte auch Naturwissenschaften und Mathematik, für die er ein besonderes Talent zeigte. Er galt als unauffälliger Schüler ohne besondere Präferenzen, war Mitglied der Phi Beta Kappa und erlangte 1863 seinen Abschluss Bachelor of Arts als neuntbester von 121 Studenten. Ein Jahr später ging er an die Harvard Law School und machte hier 1866 seinen Abschluss als Bachelor of Laws. Er wurde daraufhin in die New York State Bar Association aufgenommen und erhielt bei der renommierten Kanzlei Evarts, Southmayd and Choate eine Anstellung. Wenig später kamen ihm erste Zweifel an der Berufswahl. Weder die Aussicht auf eine erfolgreiche Anwaltskarriere noch eine universitäre Laufbahn auf dem Gebiet der Rechtswissenschaft schienen Morison erstrebenswerte Ziele. Für ihn mangelte es bei den anwaltlichen Tätigkeiten an Präzision und Bestimmtheit, die er im Gegensatz dazu an der Mathematik und den Naturgesetzen schätzte. Desillusioniert und unzufrieden beschloss er schließlich Bauingenieur zu werden und verließ im August 1867 – im Alter von 23 Jahren – die Kanzlei in New York, um zu einer Zeit des wirtschaftlichen Aufbruchs, zwei Jahre nach Ende des amerikanischen Bürgerkriegs, an der Erschließung des Westens der USA teilzuhaben. Er schrieb in sein Tagebuch:

“Last day at the office as in the law… so ends my legal life in which I have blundered along for these three years; may these years not prove wholly wasted. May I now in my new profession for which I have no doubt that I am much better fitted, work with a degree of interest and power which will make my life valuable both to myself and to others.”

„Der letzte Tag in der Kanzlei und auch als Rechtsanwalt … so endet also meine juristische Laufbahn, durch die ich mich die letzten drei Jahre hindurchgekämpft habe; mögen diese Jahre sich nicht als völlig verschwendet erweisen. Möge ich in meinem neuen Beruf, für den ich ohne Zweifel besser geeignet bin, mit einem Ausmaß an Interesse und Kraft arbeiten, das meinem Leben einen Wert für mich selbst und andere zu geben vermag.“

## Bauingenieur und Brückenbau

### Anfänge

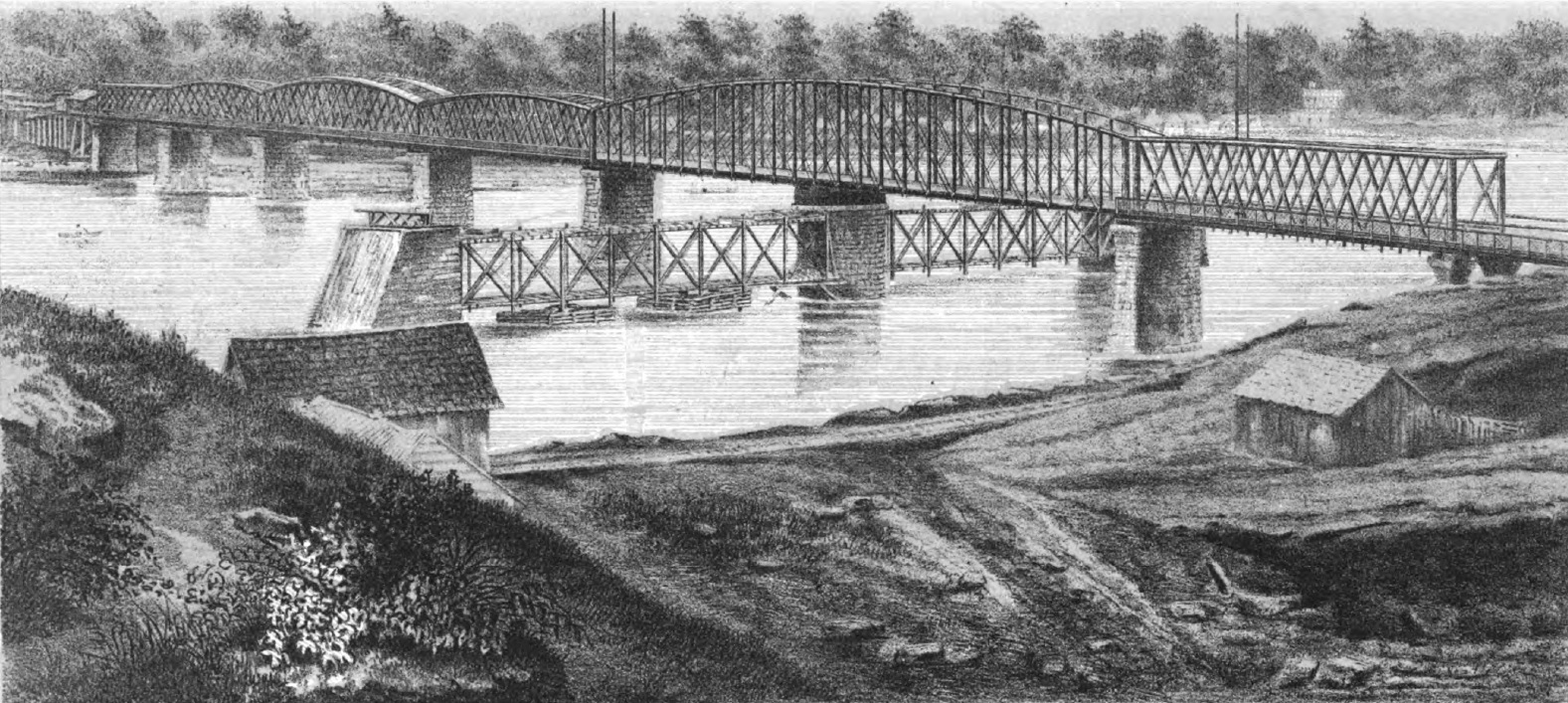
Die Kansas City Bridge von 1869 der Hannibal and St. Joseph Railroad (später nur Hannibal Bridge genannt) war die erste Eisenbahnbrücke über den Missouri.

Das Bauingenieurwesen steckte zu jener Zeit in den USA noch in den Kinderschuhen. Ausbildungen auf diesem Gebiet bezogen sich hauptsächlich auf den Kanal- und Wasserbau für die damals wichtigsten Transportwege, die jedoch zunehmend durch die Eisenbahn abgelöst wurden. Man lernte sein Handwerk vornehmlich bei Bauprojekten vor Ort unter erfahrenen Ingenieuren. So wandte sich Morison auf Anraten von Freunden an den Eisenbahnmagnaten James Frederick Joy aus Detroit, der das Netz seiner Eisenbahngesellschaften nach Missouri, Kansas und Nebraska ausweiten wollte. Joy schickte Morison 1867 zu Octave Chanute, der gerade den Bau der ersten Eisenbahnbrücke über den Missouri in Kansas City leitete. Chanute versuchte anfänglich Morison aufgrund seiner mangelnden spezifischen Vorbildung die angestrebte Laufbahn auszureden und führte ihn in den rauen Alltag auf einer Großbaustelle ein. Überzeugt von seiner Wahl und ausgestattet mit einer soliden mathematischen Ausbildung eignete sich Morison im Selbststudium die nötigen theoretischen Kenntnisse an und lernte beim Bau der Kansas City Bridge für die Hannibal and St. Joseph Railroad die handwerklichen Fertigkeiten eines Bauingenieurs. Er wurde bis zur Fertigstellung im Sommer 1869 Assistenz-Ingenieur und veröffentlichte im folgenden Jahr mit Chanute eine ausführliche Abhandlung über den Bau der Brücke, einen der ersten Projektberichte und Prototypen für folgende im Bauingenieurswesen. Morison blieb bis 1871 in Kansas City, arbeitete unter Chanute weiter am Ausbau von Joys Eisenbahnlinien und wurde danach Chefingenieur einer kleineren Strecke von Michigan nach Indiana sowie ab 1873 Verbindungsingenieur der Eastern Division der Erie Railroad in New York.
1875 entwarf Morison für die Erie Railroad seine erste eigene Brücke, den Neubau des Portageville Viaducts, das im Mai des Jahres durch ein Feuer zerstört worden war. Die eiserne Trestle-Brücke konnte nach den Plänen Morisons bis Ende Juni 1875 fertiggestellt werden, nur 86 Tage nach dem Brand. Sie wird heute noch als Beispiel für damalige Eisen-Brückenkonstruktionen in Amerika herangezogen und war für Morison der Beginn seiner Karriere als einer der führenden Brückenbauingenieure seiner Zeit. Es vergingen allerdings noch fünf Jahre bis zu seinem nächsten Brückenbauprojekt, da er Ende 1875 die Erie Railroad verließ und in den folgenden Jahren als Eisenbahnmanager und beratender Ingenieur für die amerikanische Vertretung der Baring Brothers and Company arbeitete und mit dem Bauingenieur George S. Field bis 1880 eine Baufirma in Buffalo betrieb.

### Missouri-River-Brücken

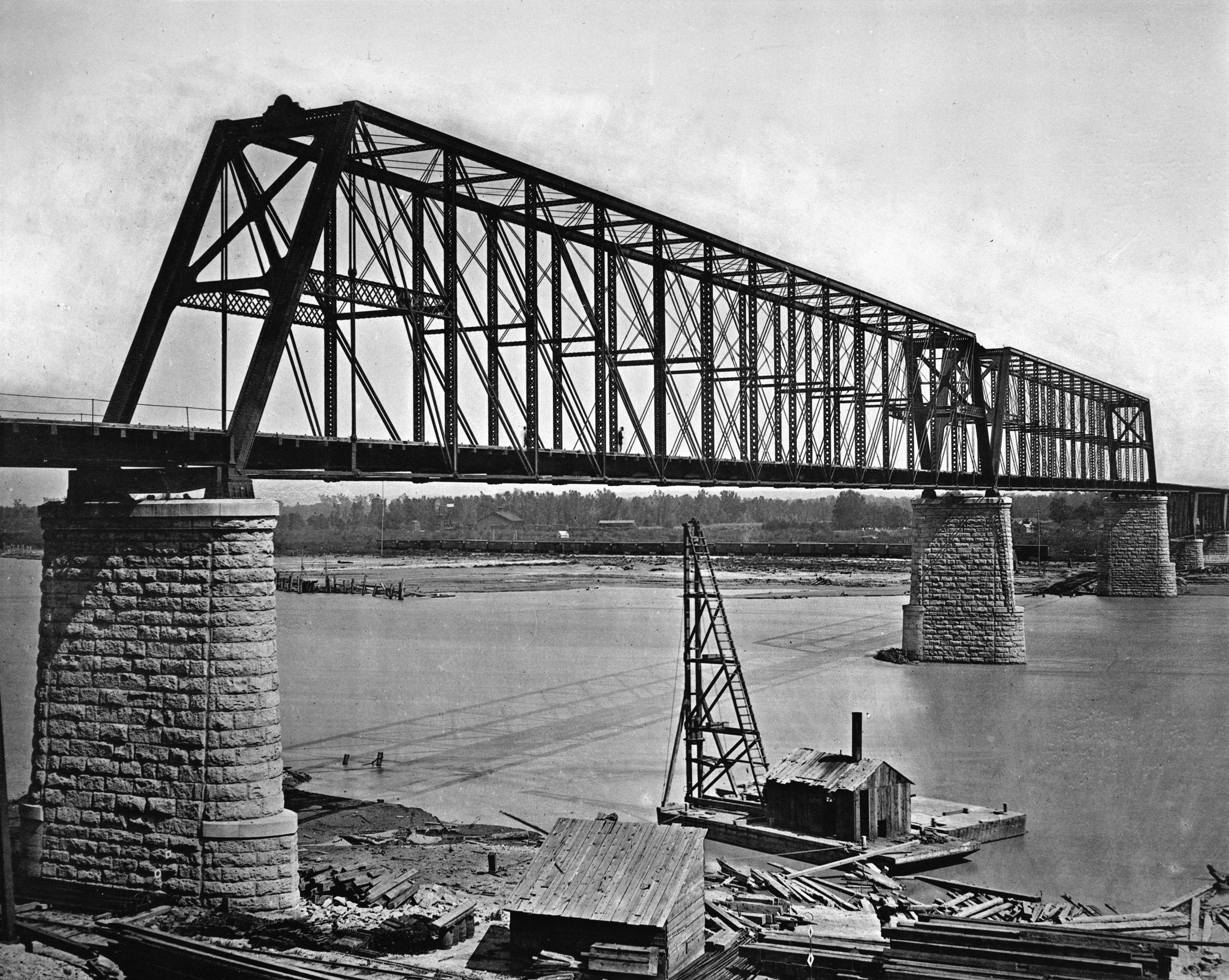
Die Plattsmouth Bridge über den Missouri von 1880 war Morisons erste von zehn Brücken über den Fluss.

Anfang 1879 engagierte Charles Elliott Perkins, Präsident der Chicago, Burlington and Quincy Railroad (CB&Q), Morison für den Bau einer Eisenbahnbrücke über den Missouri in der Nähe von Plattsmouth, Nebraska. Morison entwarf eine hohe Fachwerkbrücke aus Schmiedeeisen mit zwei zentralen Whipple-Fachwerkträgern (wipple truss) mit unten liegendem Gleis. Er entschied sich im Gegensatz zu allen vorhergehenden Brücken über den Missouri gegen einen beweglichen Brückenteil und konnte Perkins von den Vorteilen hoher Brücken überzeugen, die aufgrund der überwiegend hohen Uferböschung am Missouri kostengünstiger in der Errichtung und auch in der Unterhaltung günstiger als Dreh-, Klapp- oder Hubbrücken waren. Die Bauarbeiten begannen im August und konnten trotz der aufwändigen Errichtung der Strompfeiler mittels Senkkästen ein Jahr später abgeschlossen werden. Morison arbeitete hier erstmals mit dem Bauingenieur Charles Conrad Schneider als Assistenten zusammen, der ursprünglich aus dem thüringischen Apolda stammte, Morison noch bis 1883 bei weiteren Brücken assistierte und später unter anderem die Washington Bridge (1889) in New York entwarf.
Morisons Reputation stieg mit der Errichtung der Plattsmouth Bridge; in der Folgezeit erhielt er zahlreiche Aufträge mehrerer Eisenbahngesellschaften zur Querung des Missouri. Er baute bis 1888 sechs weitere Brücken über den Fluss in Bismarck, Blair, Omaha, Rulo, Sioux City und Nebraska City, von denen zwar heute keine mehr in ihrer ursprünglichen Ausführung erhalten ist, die Um- oder Neubauten werden aber nach wie vor für den Schienengüterverkehr genutzt. Die Bismark Bridge war darunter die erste Brücke über den Missouri im Dakota-Territorium und Bestandteil der 1883 vollendeten nördlichen transkontinentalen Eisenbahnverbindung der Northern Pacific Railway, vom Puget Sound in Washington nach Duluth am Oberen See. Die neue Omaha Bridge war das Nachfolgebauwerk der Union Pacific Railroad, die durch die erste Brücke 1872 ihren Anschluss der ersten transkontinentalen Eisenbahn von 1869, zwischen Sacramento und Omaha, an das Streckennetz in Richtung Ostküste der USA realisierte. Beide Brücken sind neben der Rulo Rail Bridge immer noch Bestandteil wichtiger Streckenabschnitte der BNSF Railway und Union Pacific für den Kohletransport aus dem Powder River Basin in Wyoming und Montana, aus dessen Tagebauen etwa 40 Prozent der Kohleversorgung der USA stammen. Morison experimentierte schon bei der Plattsmouth Bridge mit dem neuen Baumaterial Stahl und ersetzte zunehmend den Anteil von Schmiedeeisen, wodurch sich das Eigengewicht der Brückenbauten reduzieren ließ. Zudem standardisierte er seine Entwürfe und verwendete fast ausschließlich Whipple-Fachwerkträger als zentrale Elemente. Während dieser Zeit arbeitete er neben C. C. Schneider auch erstmals mit Alfred Noble und Ralph Modjeski zusammen. 1887 ging er zudem mit Elmer Lawrence Corthell eine Partnerschaft ein und arbeitete bis 1889 mit ihm als Morison & Corthell.

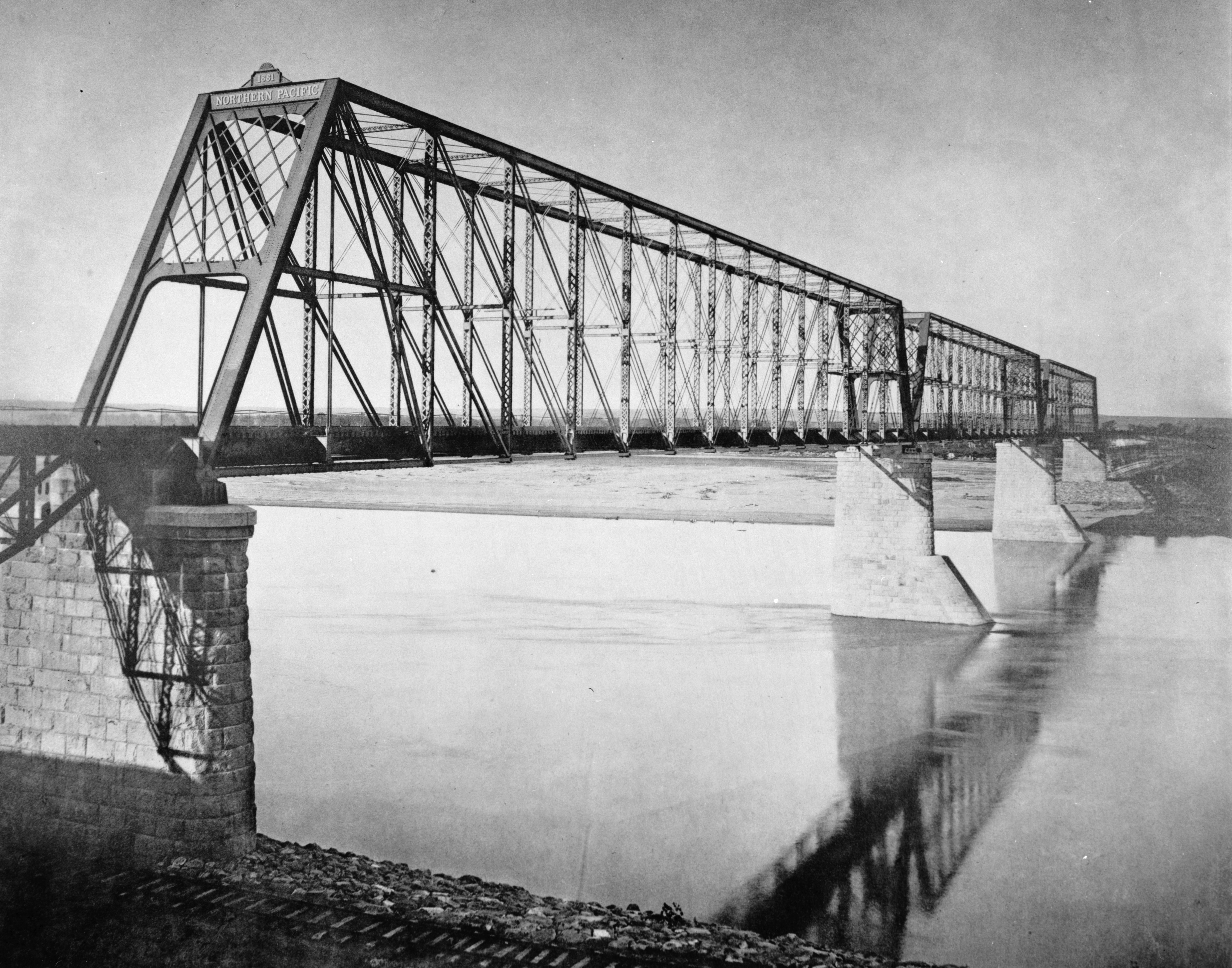
Bismarck Bridge Bismarck, 1882
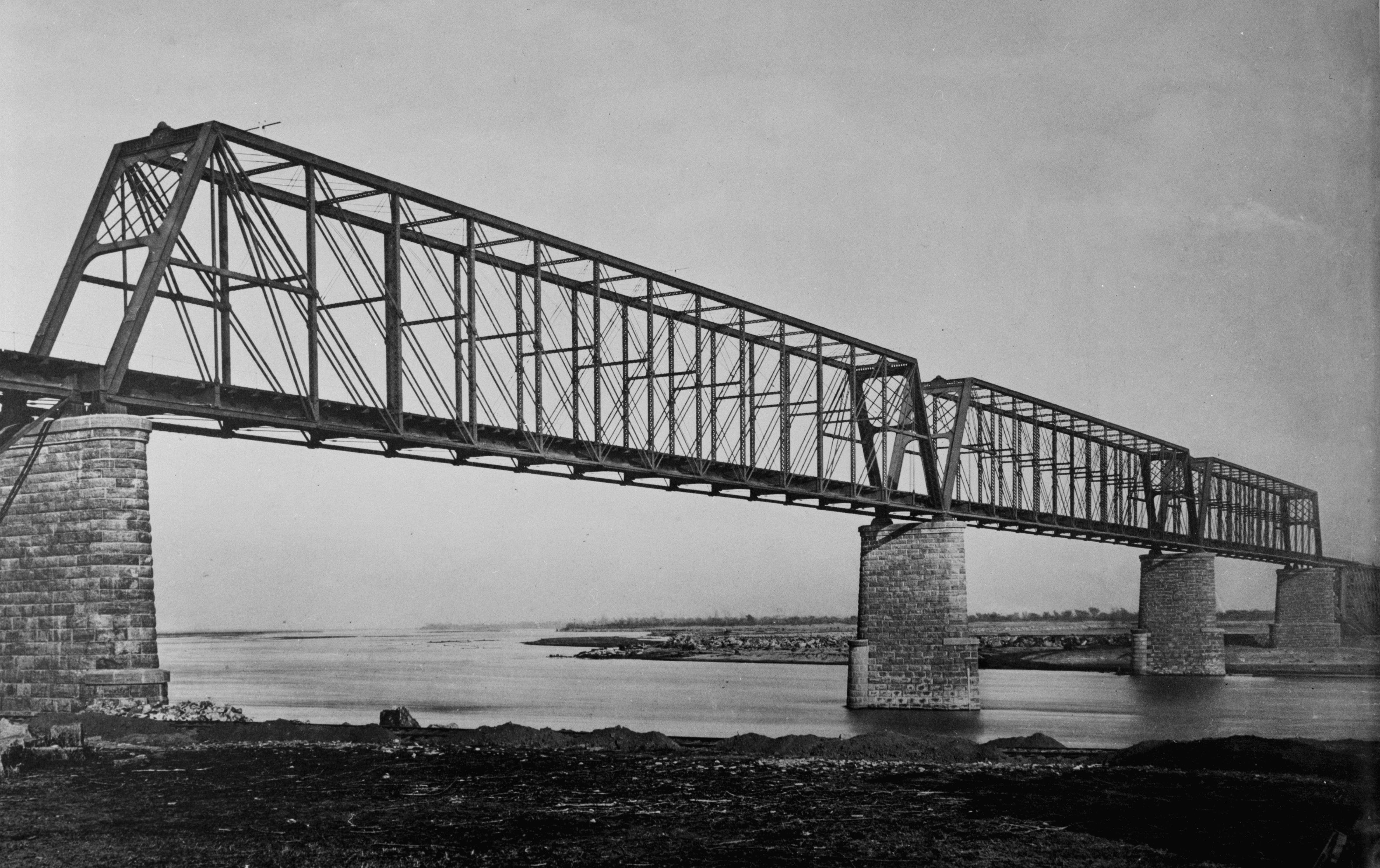
Blair Crossing Bridge Blair, 1883
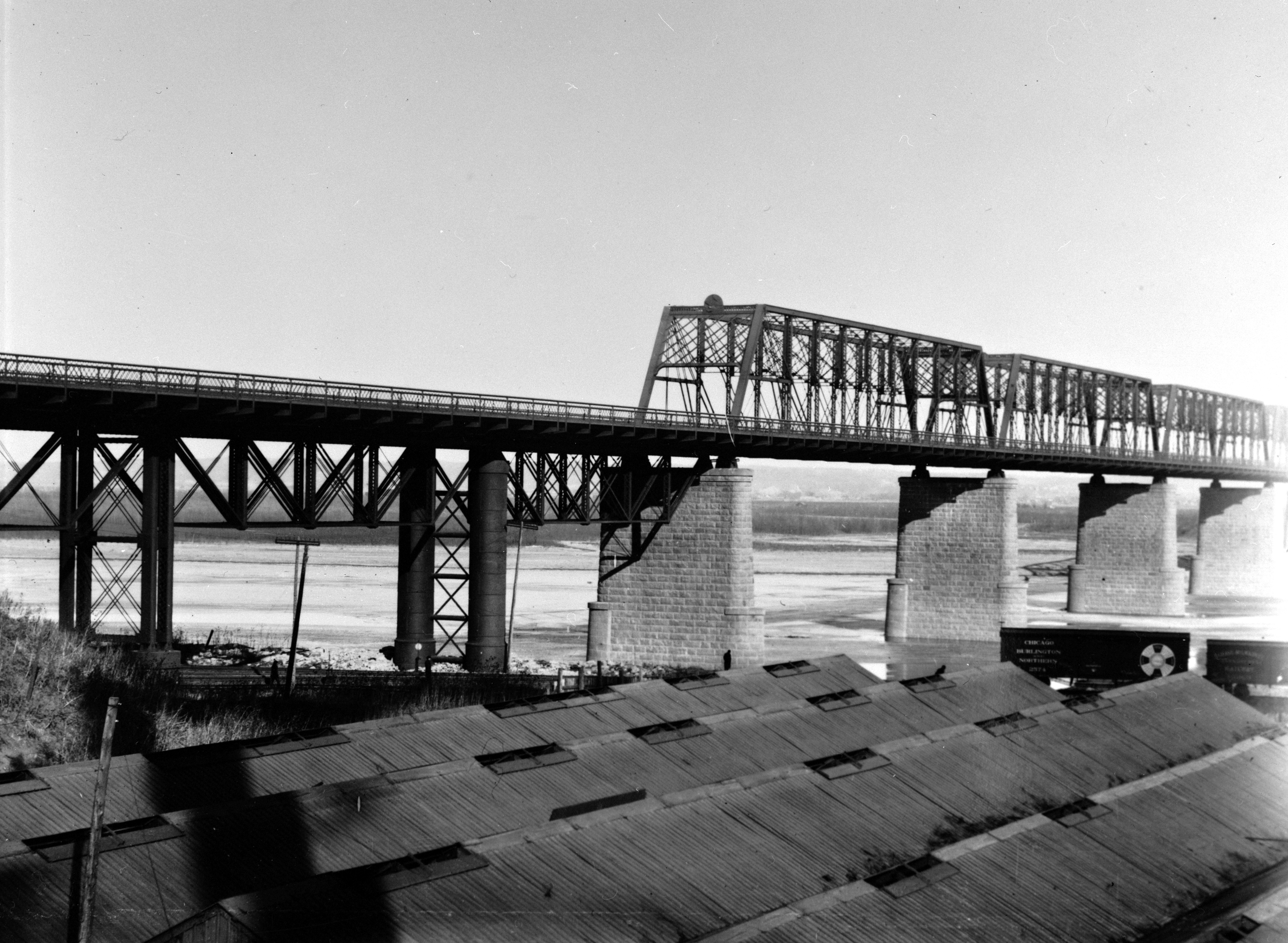
Omaha Bridge Omaha, 1887
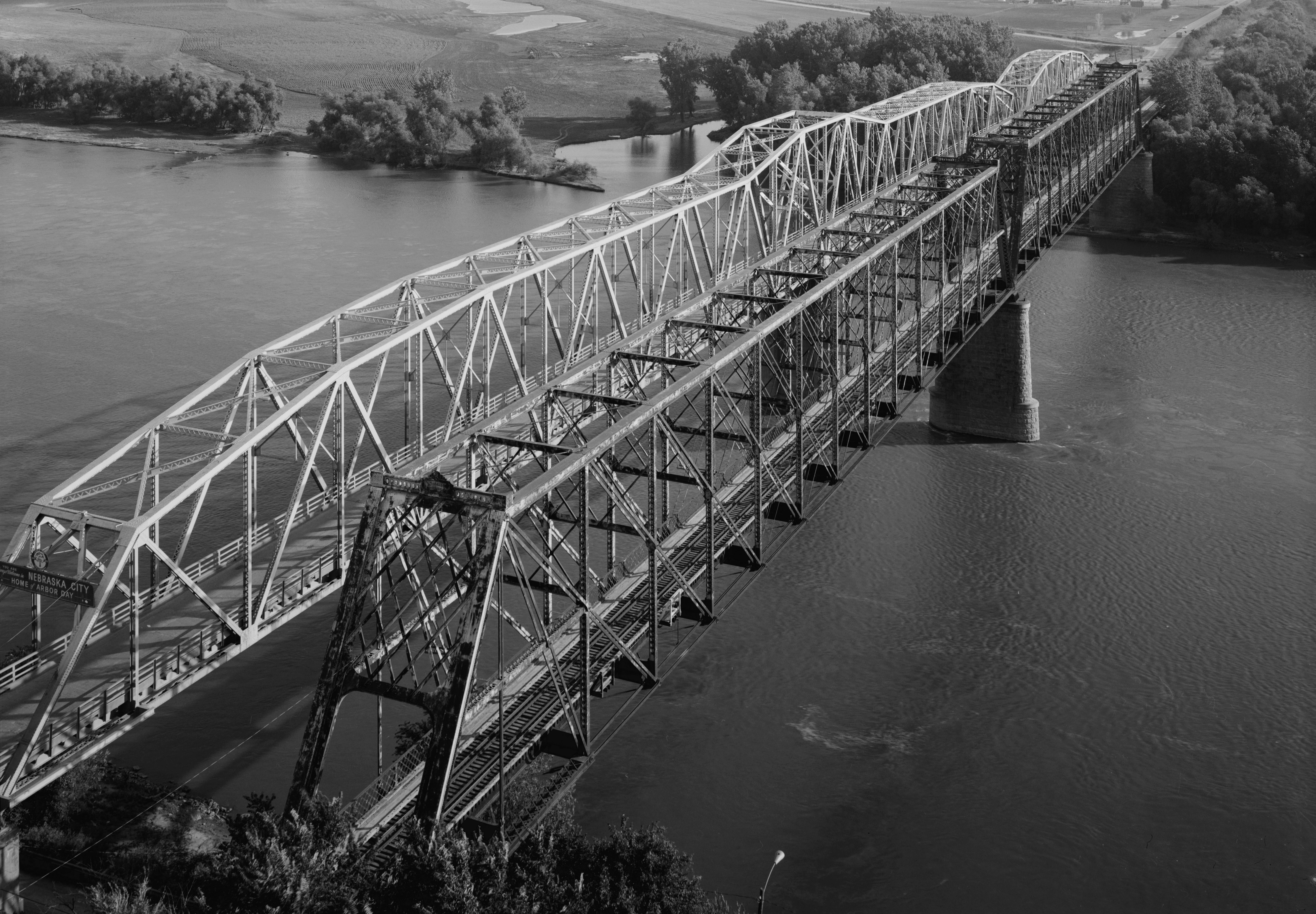
Nebraska City Bridge Nebraska City, 1888

Morison baute zehn Eisenbahnbrücken über den Missouri und vollzog mit der Nebraska City Railroad Bridge den Übergang vom Eisen zum Stahl als Baumaterial. Zu den oben genannten errichtete er später an der Ost- und Westgrenze Missouris noch die Bellefontaine Bridge (1893) oberhalb von St. Louis und die Leavenworth Terminal Bridge (1894) oberhalb von Kansas City sowie zum Ende seiner Karriere hin noch einen neuen Überbau für die Atchison Swing Bridge (1901), eine der ersten Brücken über den Fluss von 1875, die heute noch in Atchison, circa 30 Kilometer oberhalb von Leavenworth, in Betrieb ist.

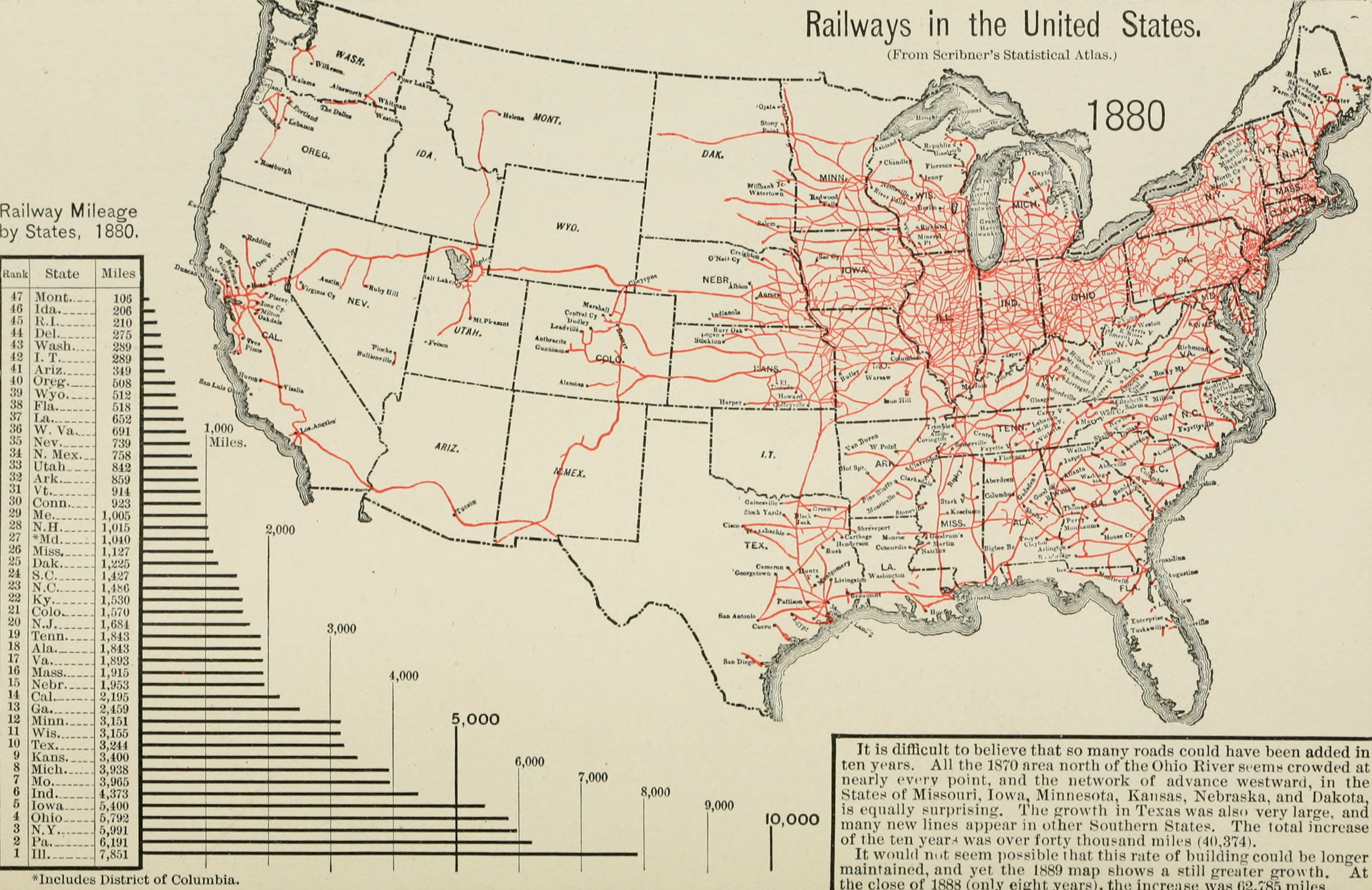
Eisenbahn-Streckennetz der USA 1880. Die erste transkontinentale Eisenbahn zwischen Sacramento und Omaha wurde 1869 fertiggestellt, eine Brücke über den Missouri brachte der Union Pacific 1872 den Anschluss zur Ostküste.

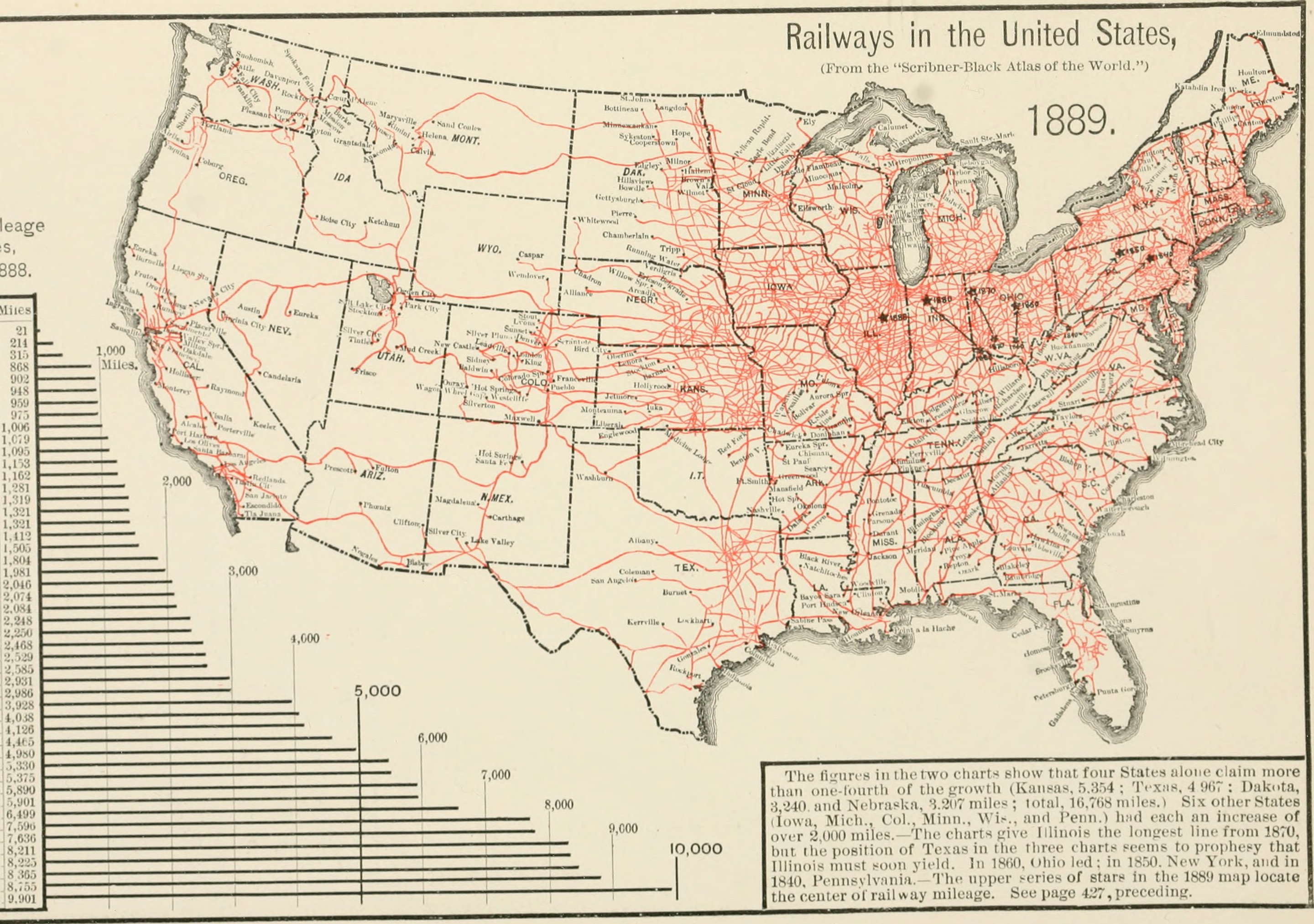
Streckennetz der USA 1889. Die nördliche transkontinentale Eisenbahn der Northern Pacific vom Puget Sound in Washington nach Duluth am Oberen See wurde 1883 vollendet, Querung des Missouri erfolgte in Bismarck.

| Missouri River |

| Mississippi River |

| Ohio River |

| Puget Sound |

| Oberer See |

| Powder River Basin |

| Sacramento |

| Duluth |

| Bismarck |

| Blair |

| Omaha |

| Plattsmouth |

| Sioux City |

| Nebraska City |

| Rulo |

| Bellefontaine |

| Atchison |

| Cairo |

| Alton |

| Leavenworth |

| Burlington |

| Winona |

| Frisco Bridge (Memphis) |

| Merchants Bridge (St. Louis) |

| Jacksonville |

| Steel Bridge (Portland) |

| Riparia |

| Portageville |

| Marent Gulch |

| Maroon Creek |

| Boone |

| Taft Bridge (Washington D.C.) |

### Mississippi- und Ohio-River-Brücken
War die Errichtung der Missouri-River-Brücken vornehmlich durch die Expansion der Eisenbahngesellschaften in den Westen der USA getrieben, so war die Situation am Mississippi und Ohio eine andere. Die Eisenbahngesellschaften wurden hier Ende des 19. Jahrhunderts zunehmend zur Konkurrenz für die Dampfschifffahrt auf den Flüssen; das bisher praktizierte Übersetzen mittels Eisenbahnfähren wurde zum Hindernis bei der Steigerung der Transportkapazitäten. Die Errichtung von Brücken stellte für die Schiffunternehmen neben der Stärkung der Konkurrenz aber auch eine Behinderung für die hohen Schornsteine der Dampfschiffe dar, was zu staatlichen Auflagen bezüglich der Höhe der Brücken oder der Vorschrift von beweglichen Brückenteilen führte.
Ende 1886 wurde Morison von der Illinois Central Railroad und der Chicago, St. Louis and New Orleans Railroad kontaktiert, die am Zusammenfluss von Mississippi und Ohio bei Cairo in Illinois eine Brücke zur Verbindung ihrer Eisenbahnnetze planten. Morison und Corthell prüften im Frühjahr 1887 die Pläne der Eisenbahngesellschaften und besichtigten die Stelle der geplanten Ohio-Querung. Aufgrund der geforderten lichten Höhe von 16 Metern bei Hochwasser, der Unwirtschaftlichkeit einer Drehbrücke und der flachen Uferböschung sowie ausgedehnter Überschwemmungsgebiete mussten Morison und Corthell eine Brücke mit langgestreckten Zufahrten konstruieren. Die Cairo Rail Bridge wurde dadurch zum Zeitpunkt ihrer Fertigstellung 1890 die längste Stahlbrücke der Welt. Ihre 52 Fachwerkträger summierten sich auf eine Gesamtlänge von über drei Kilometer, womit sie die Firth-of-Tay-Brücke in Schottland aus dem Jahre 1887 um 10 Meter übertraf. Zudem reizte Morison die maximal realisierbare Spannweite mit Whipple-Fachwerkträgern aus und integrierte zwei 158 Meter lange Träger seiner bevorzugten Bauart.
Eine Erhöhung der Spannweite erreichte Morison später mit dem von Heinrich Gerber 1866 patentierten Gerberträger, einer speziellen Ausführung einer Auslegerbrücke, die er für die erste jemals errichtete Brücke über den Unterlauf des Mississippi verwendete. Die Frisco Bridge in Memphis entstand bis 1892 in Zusammenarbeit mit Alfred Noble, Ralph Modjeski und Walter E. Angier für die St. Louis – San Francisco Railway (kurz: Frisco). Die 1,5 Kilometer lange Fachwerkbrücke besaß damals die längste Spannweite (241 Meter) einer Auslegerbrücke in Nordamerika und wird als Morisons bedeutendstes Bauwerk angesehen. In unmittelbarer Nachbarschaft stehen heute zwei weitere auf Morisons Design zurückgehende Brücken von Ralph Modjeski (1916) und Frank M. Masters (1949), die beim jeweiligen Vorgängerbauwerk unter ihrem damaligen Lehrer mitgewirkt hatten. Morison errichtete insgesamt fünf Mississippi-River-Brücken in St. Louis, Winona, Memphis, Burlington und Alton, davon erneut zwei für Charles Elliott Perkins und dessen Chicago, Burlington and Quincy Railroad, der Morison während seiner Laufbahn für insgesamt sechs Brücken engagierte.

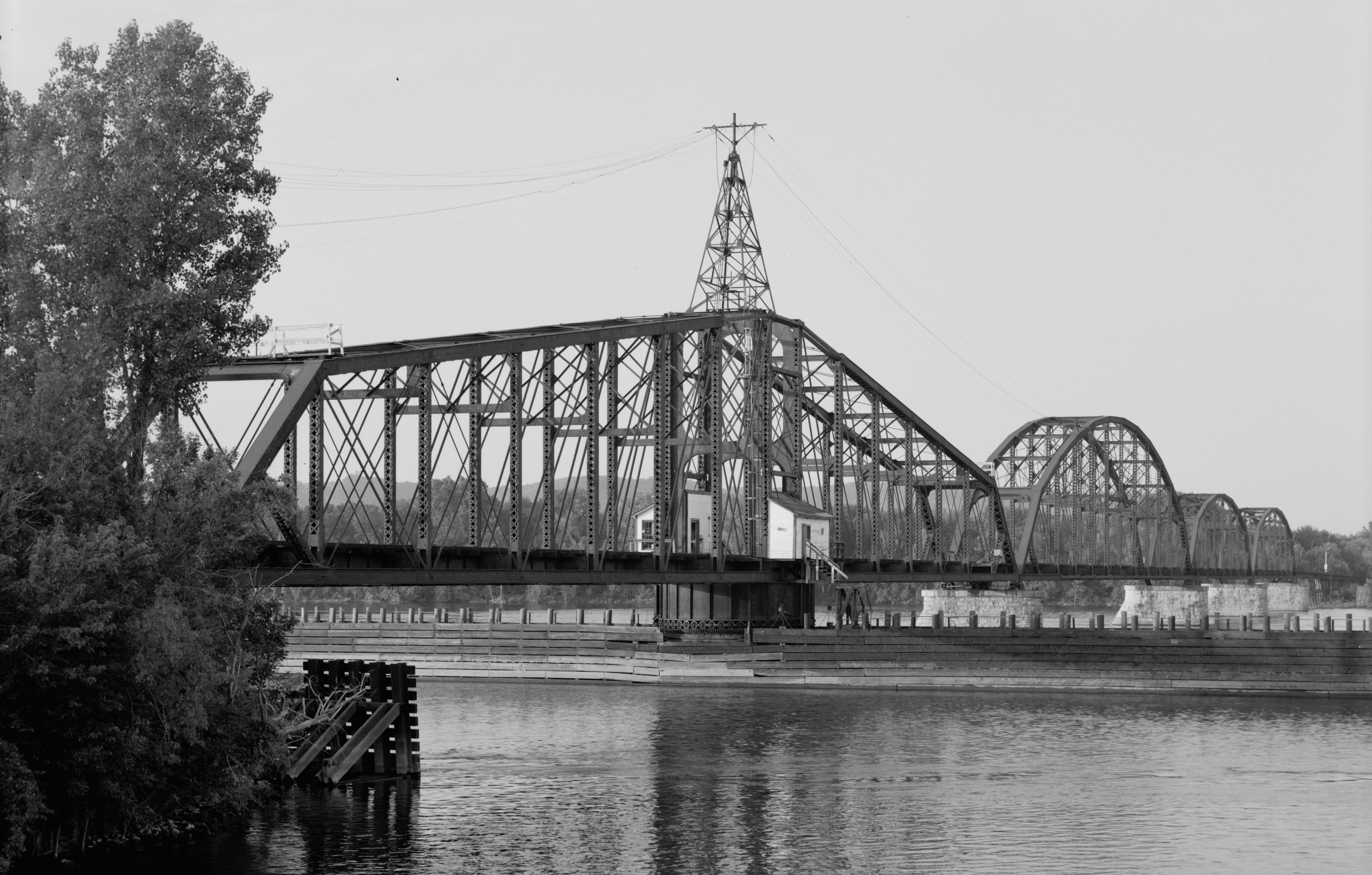
Winona Rail Bridge Winona (Minnesota), 1891
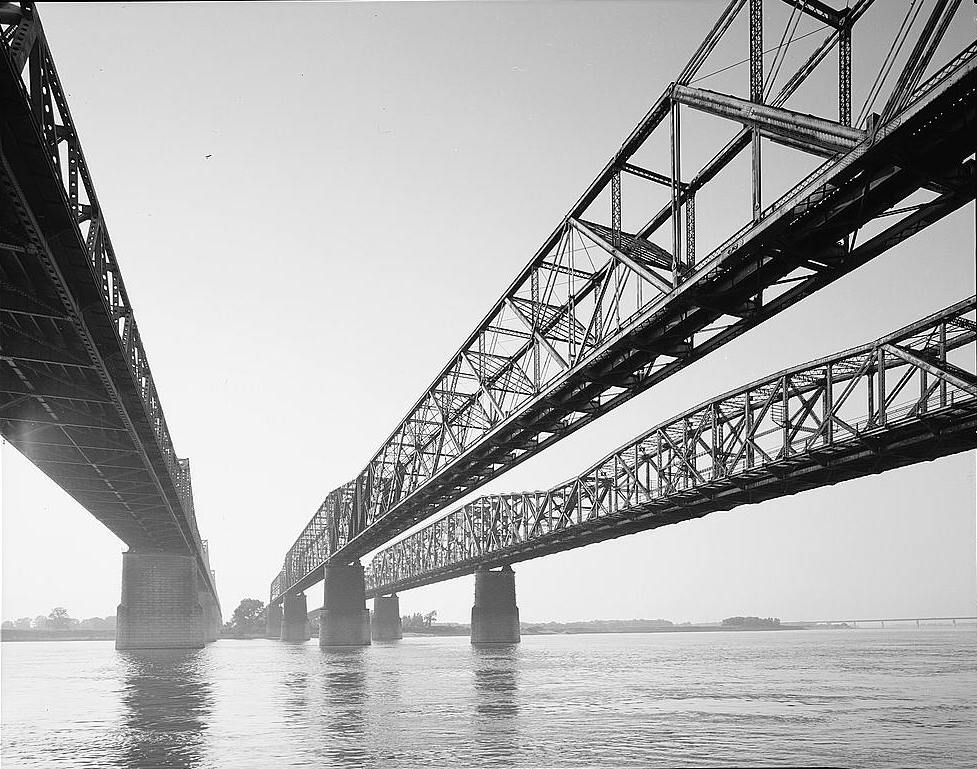
Frisco Bridge (Mitte) Memphis (Tennessee), 1892
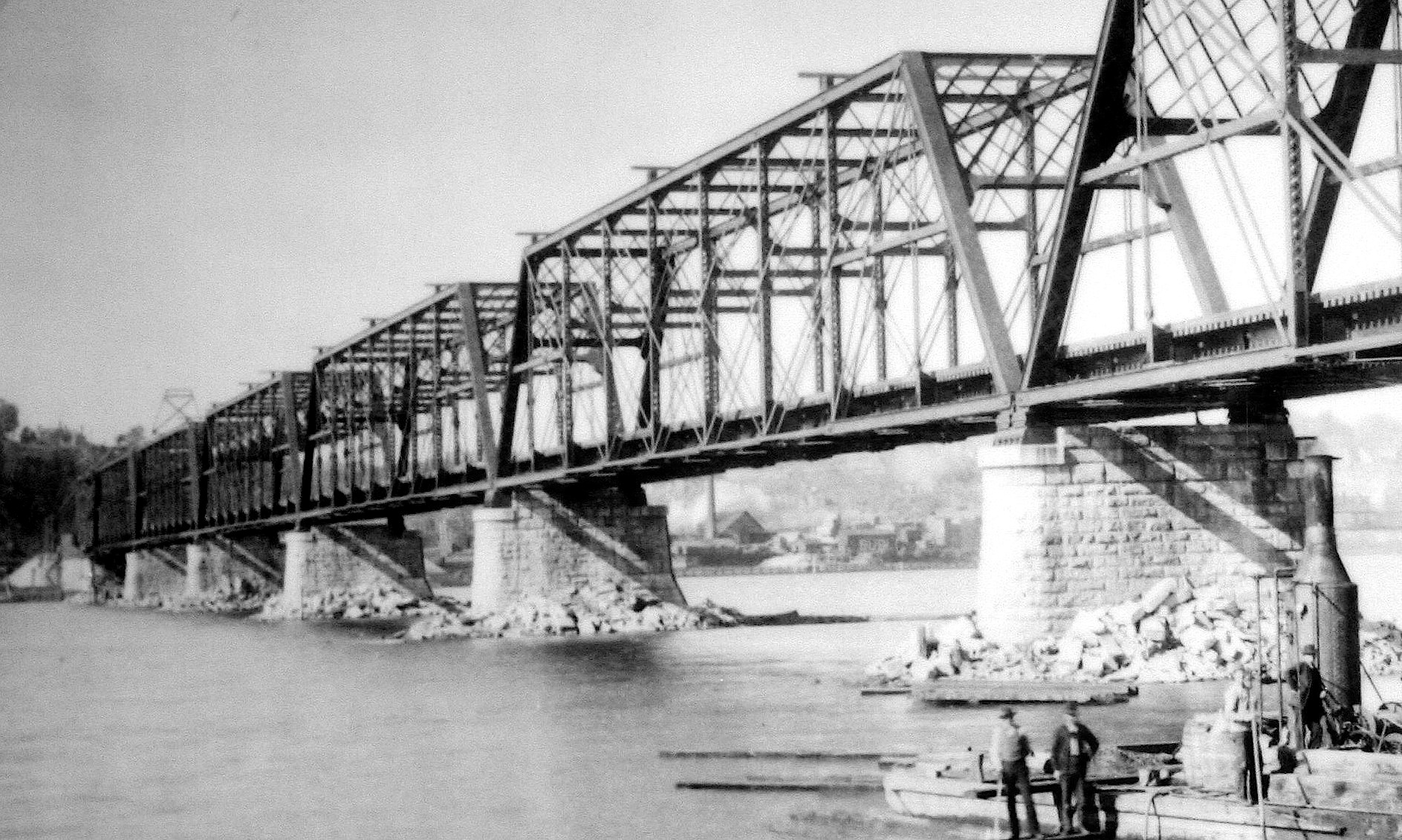
Burlington Rail Bridge Burlington (Iowa), 1893
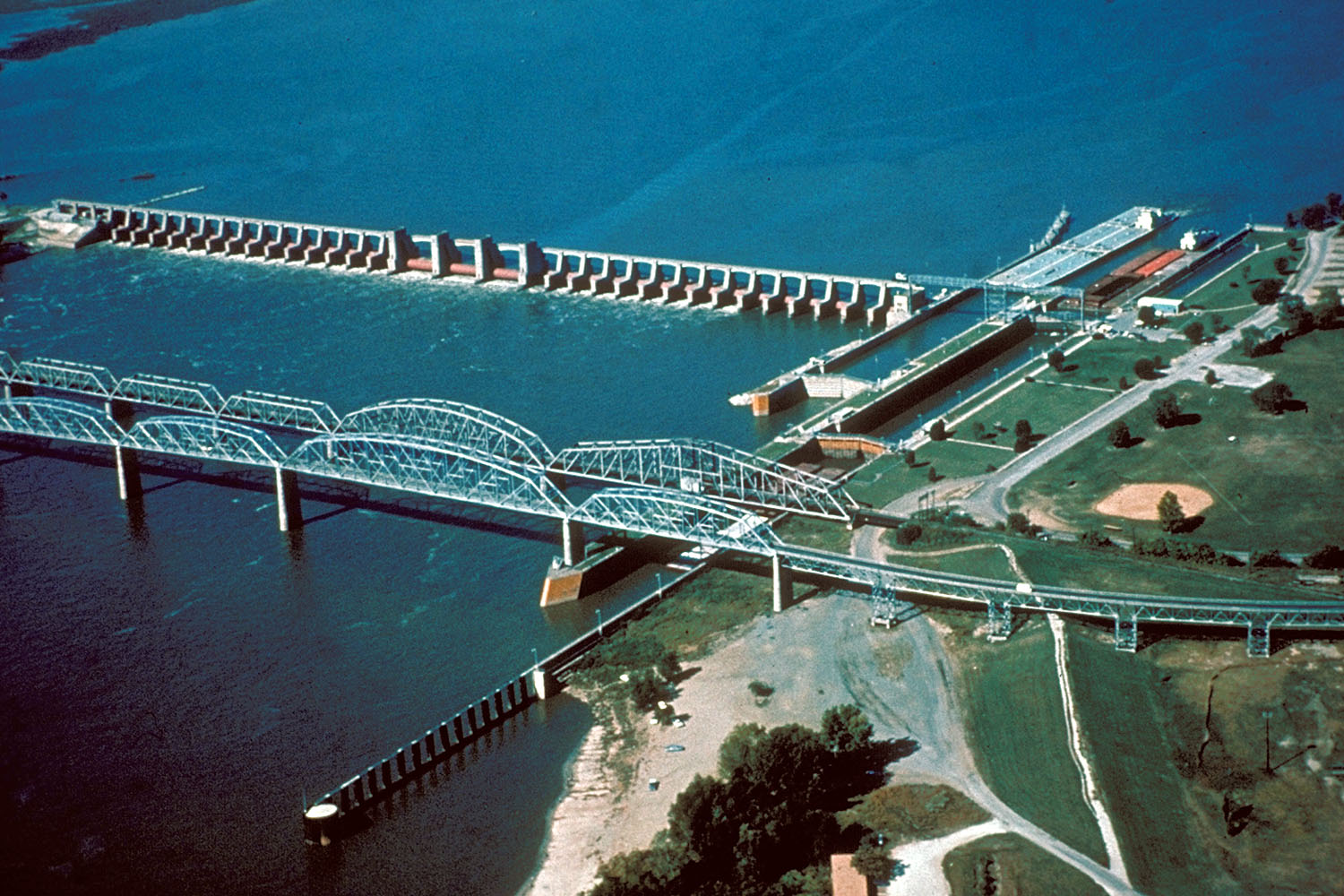
Alton Bridge (Mitte) Alton, 1894 (Brücken und Staustufe wurden zurückgebaut)

### Weitere Brücken
Neben den vielen Missouri- und Mississippi-River-Brücken baute Morison zwischenzeitlich auch einige Brücken im Pazifischen Nordwesten. Die dort ansässige Oregon Railway and Navigation Company betrieb Dampfschiff- und Eisenbahnlinien in Washington und Oregon und engagierte 1888 Morison zum Bau zweier Drehbrücken über den Willamette in Portland und über den Snake im Whitman County, nahe der ehemaligen Siedlung Riparia. Es waren die ersten von Morison selbst entworfenen Drehbrücken und in Portland stellte die geforderte gleichzeitige Überführung von Straßen- und Eisenbahnverkehr eine besondere Herausforderung da. Er entwarf zusammen mit Elmer Lawrence Corthell eine Doppelstockbrücke, die innerhalb der 12 Meter hohen Whipple-Fachwerkträger auf der unteren Ebene ein Gleis führte und auf einer darüber liegenden Zwischenebene von Fußgängern und Einzelfahrzeugen benutzt werden könnte. Zugleich durfte der Schiffsverkehr auf dem Willamette nicht behindert werden, was er im Entwurf durch einen über 100 Meter langen, drehbaren Brückenteil realisierte. Die Stahlbrücke war die erste ihrer Art in Portland und im ganzen Pazifischen Nordwesten und erhielt von der Bevölkerung den bezeichnenden Namen Steel Bridge. Die Ausführung der Brücke über den Snake hielt er dagegen in einem damals gängigen Design, mit zwei starren Whipple-Fachwerkträgern mit untenliegendem Gleis und einem 100 Meter langen Drehsegment mit zwei symmetrischen Auslegern, deren Fachwerke durch ihren geneigten Obergurt zum Ende hin leicht spitz zulaufen. Diese Bauform wählte er später noch in Abwandlungen für weitere Drehbrücken in Jacksonville (1890), Winona (1891), Burlington (1893), Leavenworth (1894), Alton (1894) und Atchison (1901).
Morison bekam in den 1880er Jahren auch Gelegenheit, an sein erstes Bauwerk, das Portageville Viaduct, anzuknüpfen und errichtete mit dem Marent Gulch Trestle 1885 in Montana und mit der Maroon Creek Bridge 1888 in Colorado ähnliche Gerüstpfeilerviadukte aus Stahl, die bis heute (2018) überdauert haben – ebenso wie das Boone Viaduct in Iowa, eine der längsten und höchsten zweigleisigen Trestle-Brücken der damaligen Zeit, an dessen Bau Morison um 1900 als beratender Ingenieur beteiligt war. Der Zugverkehr verläuft seit 2009 über die benachbarte Kate Shelley High Bridge, das alte Viadukt ist aber noch erhalten.

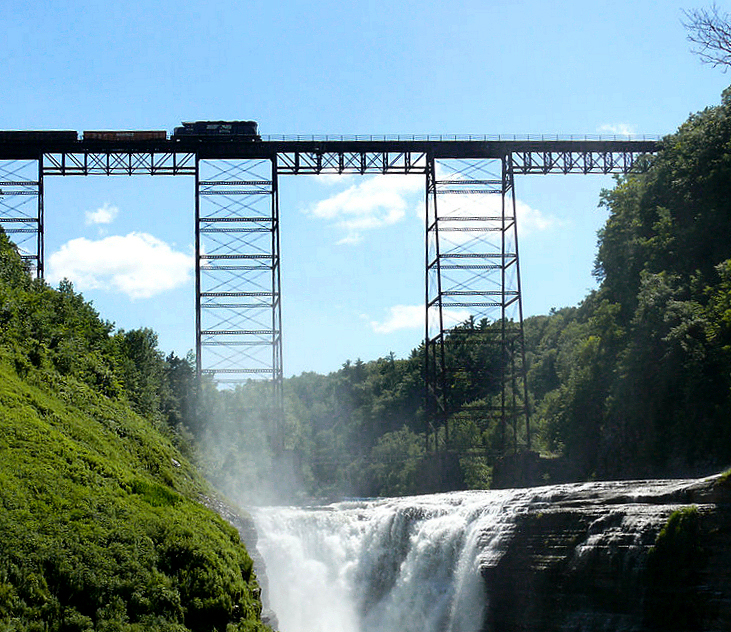
Portageville Viaduct New York, 1875
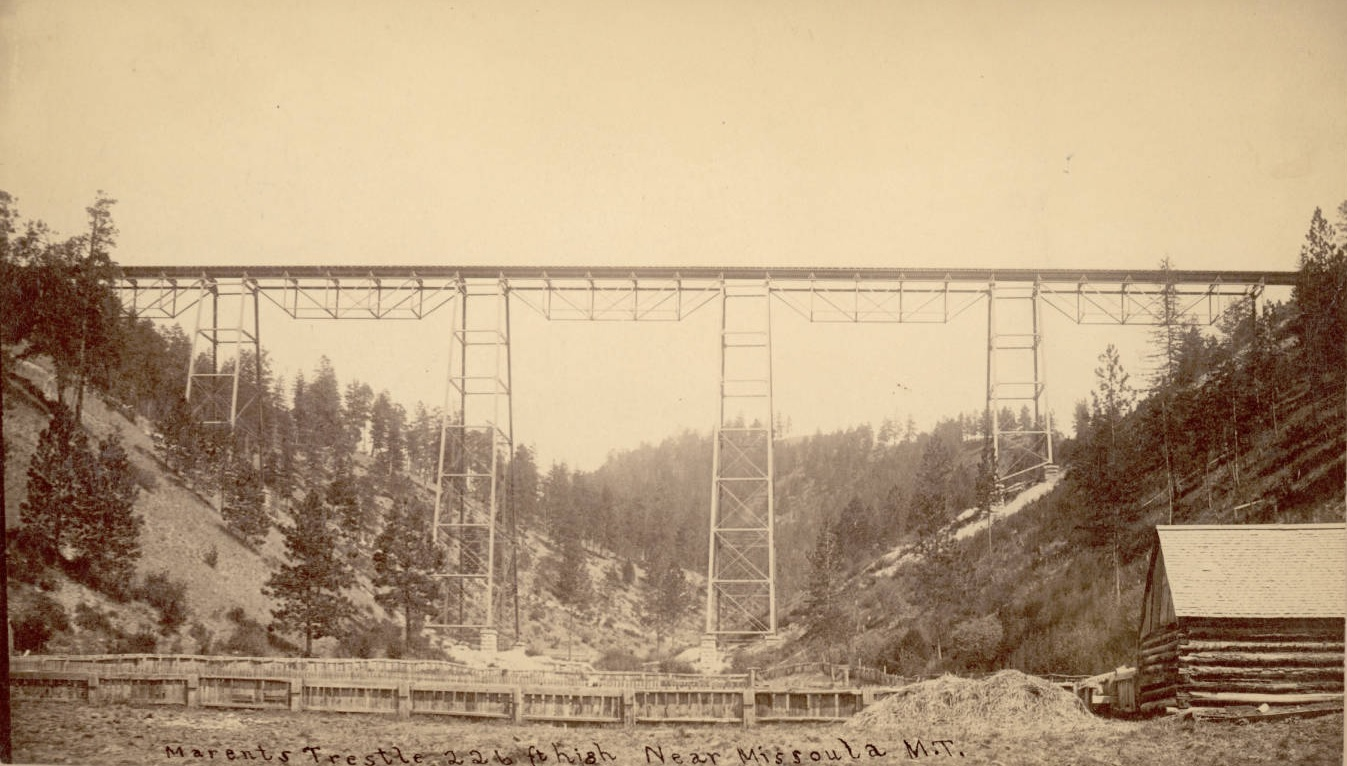
Marent Gulch Trestle Montana, 1885
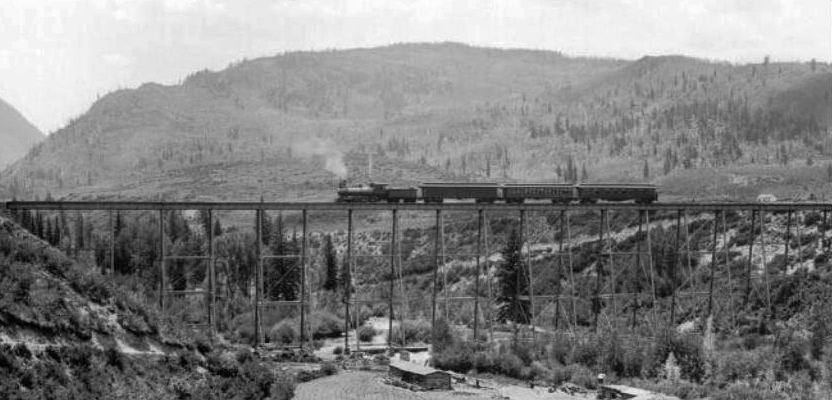
Maroon Creek Bridge Colorado, 1888
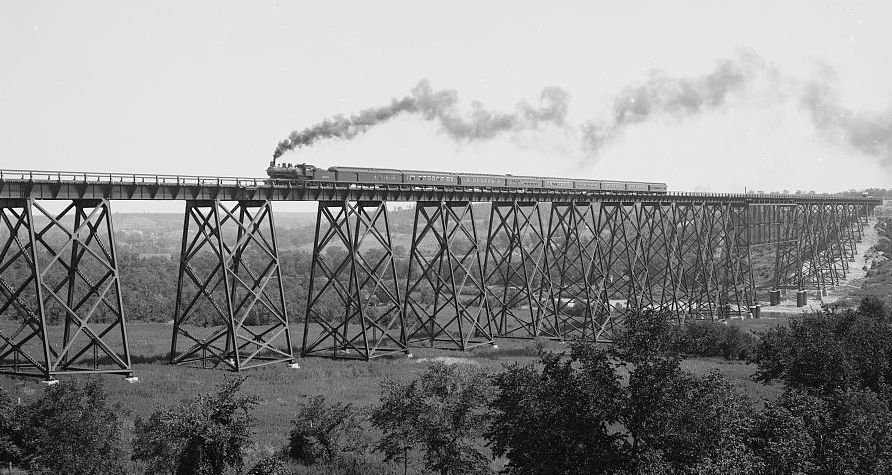
Boone Viaduct Iowa, 1901

## Beratertätigkeiten und Karriereende

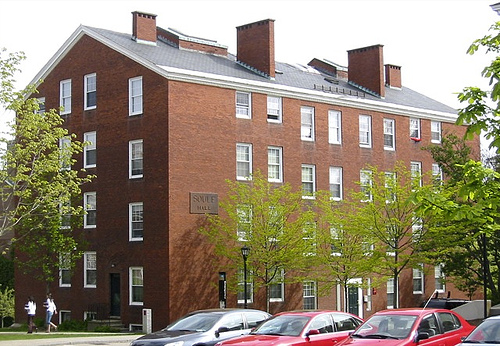
Das Studentenwohnheim Soule Hall, eins von mehreren, die Morison 1893–1903 für die Phillips Exeter Academy baute.

Mit dem Ende der starken Expansion des Eisenbahnausbaus in der zweiten Phase der Großen Depression von 1873–1896 endeten Morisons Brückenbauprojekte für die Eisenbahngesellschaften und er wandte sich vermehrt anderen Projekten zu. So war er seit 1888 Mitglied und ab 1898 Vorsitzender des Board of Trustees der Phillips Exeter Academy und engagierte sich für deren Ausbau unter anderem mit dem Entwurf und Bau von drei Studentenwohnheimen (Soule Hall 1893, Peabody Hall 1896, Hoyt Hall 1903). Daneben war er ein aktives Mitglied mehrerer Ingenieurvereine der USA wie der Western Society of Engineers, der American Society of Mechanical Engineers und der American Society of Civil Engineers, deren Präsident er 1895 war.

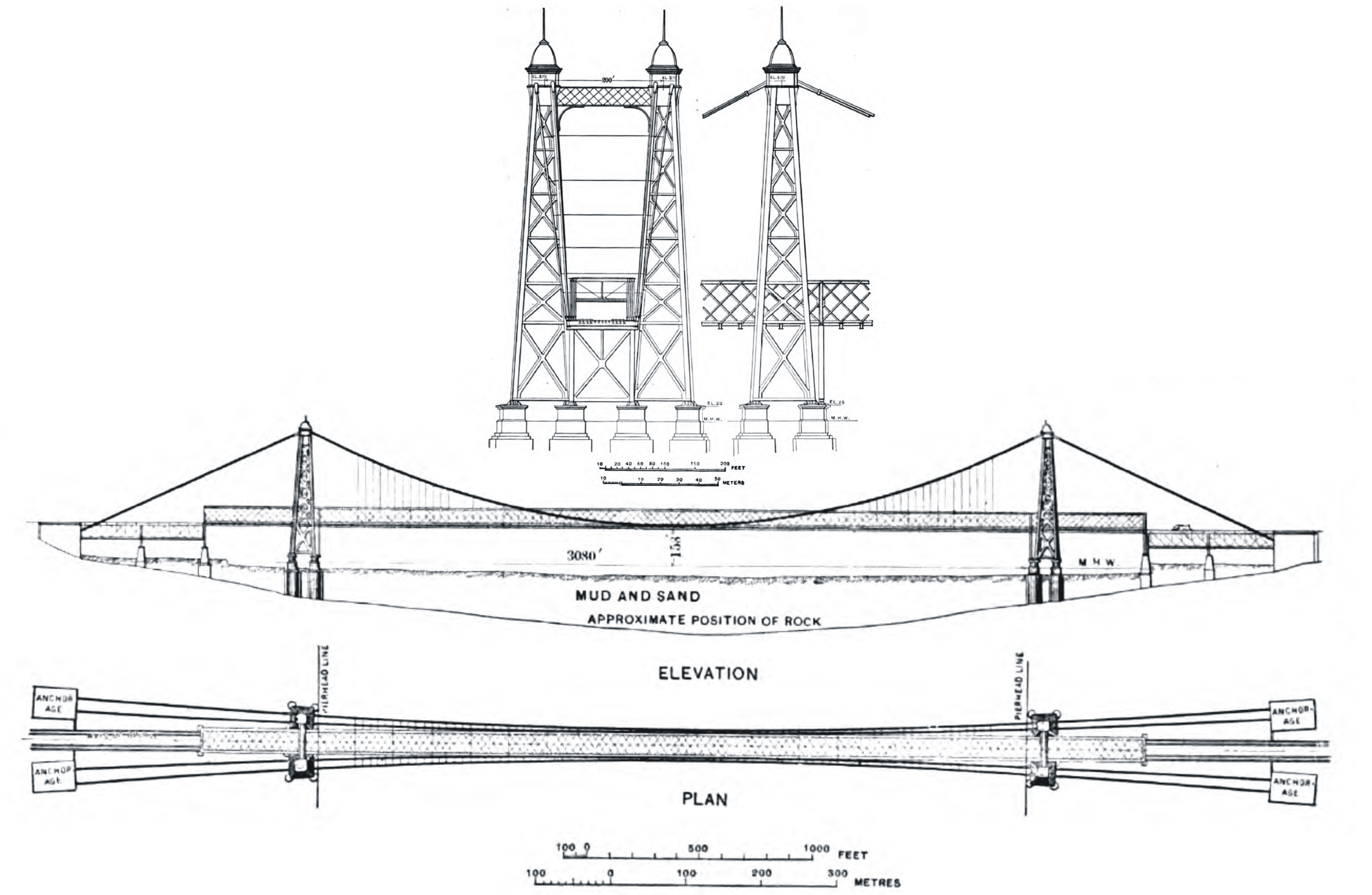
Entwurf einer North River Bridge von Morison aus dem Jahre 1896. Eine Hängebrücke über den Hudson wurde erst 1931 mit der George Washington Bridge realisiert.

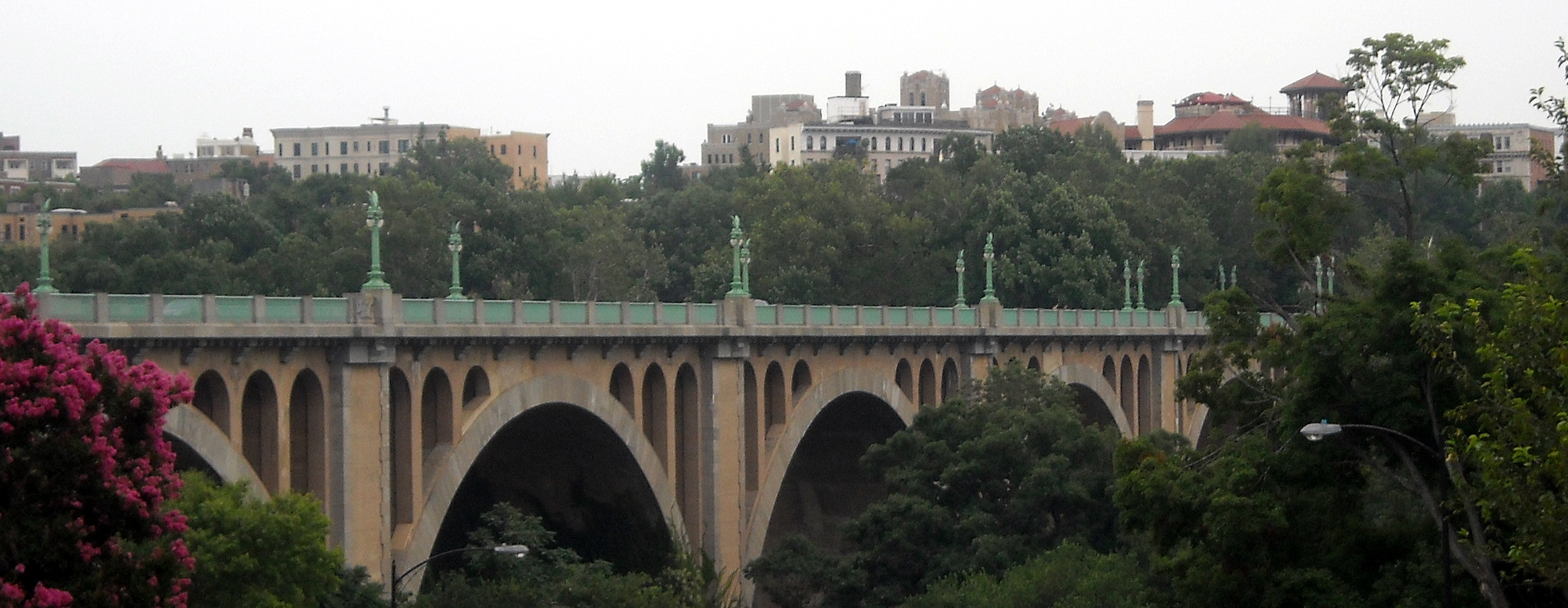
Die Taft Bridge über den Rock Creek in Washington, D.C. ist die größte unverstärkte Betonbrücke der Welt, gebaut bis 1907 nach Morisons Entwurf von 1898.

Zum Ende seiner Karriere hin war Morison hauptsächlich nur noch beratend als Consulting Engineer bei vielen staatlichen Bauprojekten tätig. So unter anderem ab 1894 im New York and New Jersey Bridge Board zur Untersuchung einer möglichen Hängebrücke über den Hudson, die erst viele Jahre nach seinem Tod mit der George Washington Bridge 1931 realisiert wurde. Ab 1895 war er für das New York Dock Department tätig beim Ausbau der Hafenanlagen und ab 1896 in einer Kommission zum Bau des Hafens von Los Angeles. 1898 gewann er in Zusammenarbeit mit dem Architekten Edward Pearce Casey eine Ausschreibung mit dem Entwurf einer Bogenbrücke über das Tal des Rock Creek in Washington, D.C., die erst 1907 fertiggestellt wurde. Weiterhin arbeitete er ab 1900 für den State Engineer and Surveyor of New York bei der Erweiterung des Eriekanals sowie ab 1902 in einer Kommission zur Untersuchung der späteren Manhattan Bridge (1910).
Unter Präsident William McKinley wurde er 1899 in die erste Isthmian Canal Commission berufen, zur Untersuchung eines möglichen Schifffahrtskanals in Mittelamerika, die 1901 ähnlich vorangegangenen Kommissionen einen Nicaragua-Kanal favorisierte. Morison schrieb daraufhin ein Minority Report und hielt mehrere Vorträge, worin er die Vorteile eines Panamakanals thematisierte. Er stieß damit eine breite Diskussion an, die in einer Senkung des Kaufpreises der französischen Gesellschaft Compagnie Nouvelle du Canal de Panama und somit 1902 zum Kauf und der späteren Vollendung des Panamakanals durch die USA mündete. David McCullough verglich Morisons auf den ersten Blick unauffälligen Beitrag in der Abfolge der Ereignisse mit einem Butler der am Ende des Krimi in Erscheinung tritt, der immer präsent und unauffällig die Fäden in der Hand hielt und um den sich schließlich die ganze Handlung drehte.
Neben den zahlreichen veröffentlichten Projektberichten verfasste Morison auch Fachartikel und hielt Vorträge, in denen er unter anderem die Bedeutung und Stellung des Ingenieurwesens und der Universitäten thematisierte und weitergehende philosophische Betrachtungen zur Zukunft der Menschheit anstellte. Ursprünglich inspiriert durch Arbeiten seiner Kommilitonen in Harvard und späteren Philosophen Charles Sanders Peirce und John Fiske, insbesondere durch dessen Buch The Discovery of America, entwickelte er die Gedanken weiter und erstellte eine Zusammenfassung seiner Vorträge unter dem Titel The New Epoch as Developed by the Manufacture of Power, die aber erst nach seinem Tod im November 1903 veröffentlicht wurde. Darin sah er ähnlich wie sein Ingenieurskollege Robert Henry Thurston als Folge des Maschinenzeitalters eine Ära voraus, in der es dem Ingenieur möglich sein werde, unbegrenzt Energie zu erzeugen. In der sich daraus entwickelnden Gesellschaft komme es durch ausreichende Bildung aller Menschen weltweit und unausweichlich zur Beseitigung von Barbarei, Unwissenheit und Aberglauben. Morison sah im Ingenieur das Leitbild dieser Ära und den „neuen Priester“ der technologischen Entwicklung, und er war überzeugt von den zukünftig unbegrenzten Möglichkeiten zur Gestaltung der Lebensbedingungen. Danach werde die Menschheit eine lange Zeit der Ruhe haben, die sich durch Zufriedenheit, Komfort und Glück auszeichne. Den Technikhistoriker David F. Noble erinnerte Morisons Utopie an John Adolphus Etzlers The Paradise within the Reach of all Men. Elting E. Morison, Urneffe Morisons und Technikhistoriker am MIT, sah sechzig Jahre später in Morisons Utopie nicht haltbare Versprechungen, da die Möglichkeiten der Dampfmaschine und der Stahlproduktion sowie aller folgenden technologischen Entwicklungen dem Menschen nur limitierte Macht über die Naturgewalten verliehen, die zwar stetig zugenommen hat, aber die Natur als nach wie vor dominierende Größe nicht verdrängen konnte.

## Privatleben

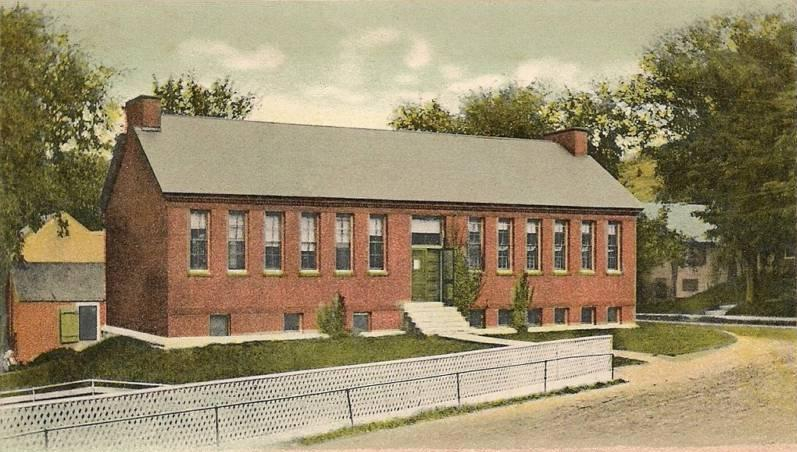
Die von Morison entworfene Peterborough Town Library 1906

Morison blieb sein Leben lang Junggeselle und widmete sich vornehmlich seiner Karriere. Freizeitvergnügungen betrachtete er als verschwenderische Ablenkung von seinen Projekten und begab sich nur ein Mal privat auf Reisen. Während seiner Zusammenarbeit mit Corthell brach er im November 1887 von New York aus zu einer sechsmonatigen Weltreise mit seiner Schwester Mary auf und besuchte neben Europa und Ägypten auch Indien, China und Japan. Vor dem Hintergrund dieser langen Abwesenheit von seinen Bauprojekten, die eines zuverlässigen Betreuers bedurften, ist auch die Partnerschaft mit Corthell in dieser Zeit zu sehen, die von vornherein auf zwei Jahre beschränkt war.
Anfang der 1890er-Jahre begann Morison sich ein eigenes Haus mit angeschlossener Scheune und Windmühle in Peterborough, New Hampshire, zu bauen, an dem Ort seiner Kindheit, wo er die Sommerferien beim Bruder seines Vaters verbracht hatte. Bedingt durch seine häufige Abwesenheit konnte das Haus erst 1897 fertiggestellt werden, und er verbrachte danach nur ca. 50 Tage auf den Anwesen. Seine Schwester Mary nutzte es bis zu ihrem Tod noch weitere 14 Jahre, sein jüngerer Bruder Robert anschließend weitere acht Jahre. Die Verbundenheit mit Peterborough kommt auch in seinem Engagement für die dortige Stadtbibliothek zum Ausdruck, für die er während seines Hausbaus das neue Bibliotheksgebäude entwarf.
Morison, der seit seiner Kindheit nicht ernsthaft erkrankte, starb unerwartet früh am 1. Juli 1903 in seinem Apartment in New York, nachdem bei ihm im Mai ein inoperabler Abszess diagnostiziert worden war.

## Nachwirken und Rezeption
Aufbauend auf den Arbeiten der Pioniere des konstruktiven Ingenieurbaus in den USA, Stephen Harriman Long und Squire Whipple, leistete Morison entscheidende Beiträge zur weiteren Entwicklung des Bauingenieurwesens. So führte er die ausführliche Dokumentation von Bauprojekten mit Spezifikationen und Fortschrittsberichten ein und standardisierte die Entwurfs- und Baumethoden, die den Brückenbau präziser und effizienter machten. Zudem entwickelte er Testmethoden und Kontrollmaßnahmen zur Überprüfung der Vorgaben, sowohl bei der Herstellung der Strukturelemente wie auch bei den daraus errichteten Konstruktionen. Er war federführend bei der Einführung von Stahl in den Brückenbau und trug mit der Etablierung von Überprüfungen der Spezifikationen schon auf Herstellerseite zur qualitativen Entwicklung der Stahlindustrie bei.
Morisons Brücken ähneln sich in ihrem Erscheinungsbild stark und sind gekennzeichnet von einem rein funktionellen Design. Mit Ausnahme der zum Karriereende hin entworfenen Taft Bridge standen für ihn ästhetische Gesichtspunkte nie im Vordergrund. Er betrachtete seine Bauwerke immer als Werkzeuge, die einen ganz bestimmten Zweck erfüllen müssen. So war für ihn die beste Brücke die, die mit den geringsten Kosten den Verkehr am effektivsten und sichersten über das zu querende Hindernis leitet. Deutlich wird dies bei seiner 1890 in St. Louis für die St. Louis Merchants Exchange als Alternative zur Eads Bridge (1874) errichteten Merchants Bridge. James Buchanan Eads’ Brücke ist auch heute noch ein herausragendes Wahrzeichen der Stadt und wurde in die Liste der historischen Meilensteine der Ingenieurbaukunst aufgenommen, Morisons ebenso große Merchants Bridge dagegen wurde von der breiten Öffentlichkeit nie als ausgesprochen schön angesehen, sie führte aber bis zu ihrer Überholung 2019–2023 fast 130 Jahre zuverlässig den Schienengüterverkehr über den Mississippi. Das einfachste Werkzeug war aus seiner Sicht immer das beste Werkzeug, und so verwendete er bewährte Konstruktionselemente, wie zum Beispiel das Whipple-Fachwerk, bei einer Vielzahl von Brückenbauten, solange es die beste verfügbare Wahl für den Einsatzzweck darstellte. Für die zweigleisige Merchants Bridge benutzte Morison so zum Beispiel das von der Pennsylvania Railroad entwickelte Fachwerk mit gebogenem Obergurt (Pennsylvania truss), welches bei höheren Lasten im Design materialsparender war als das zunehmend veraltete Whipple-Fachwerk und bis in die 1930er-Jahre Verwendung fand.
Morison war bei vielen seiner Mitarbeiter nicht sonderlich beliebt, da er sehr direkt war und es ihm stellenweise an Fingerspitzengefühl beim Umgang mit Kollegen mangelte. Er zeigte eine offene Geringschätzung gegenüber weniger talentierten Menschen und war intolerant bei fehlerhaften Arbeiten, Berechnungen oder unpräzisen Beschreibungen. Trotz dieser oft als Überheblichkeit wahrgenommenen Charaktereigenschaft arbeiteten während seiner über 35-jährigen Karriere viele später herausragende Bauingenieure unter Morison, an die er wie einst sein Lehrer Octave Chanute sein Wissen weitergab und die gleich ihm den Brückenbau und das Bauingenieurwesen in den USA weiter vorantrieben. Neben Charles Conrad Schneider und Alfred Noble, die zu Lebzeiten Morisons wirkten, ist besonders der junge Ralph Modjeski hervorzuheben, der zwischen 1885 und 1892 in verschiedenen Positionen an mehreren Bauprojekten von Morison beteiligt war und später einer der bedeutendsten Brückenbauingenieure der USA wurde. Modjeski errichtete bis 1936 über 40 Brücken fast aller Konstruktionsformen in vielen Teilen der USA und war Gründer des bis heute fortbestehenden Ingenieurbüros Modjeski & Masters.

## Veröffentlichungen
Zu Veröffentlichungen über seinen Brückenbauten siehe unter: Liste von Brückenbauten mit Beteiligung von George S. Morison
- George S. Morison, John Bogart, Edward P. North: American engineering as illustrated at the Paris Exposition of 1878. American Society of Civil Engineers, New York 1878 (Digitalisat).
- George S. Morison: Suspension Bridges – A Study. In: Transactions of the American Society of Civil Engineers. Band 36, Nr. 793, 1896, S. 359–416 (Digitalisat).
- George S. Morison: The New Epoch and the University. Oration Delivered Before the Phi Beta Kappa Society in Sanders Theatre, Cambridge, Thursday, June 25, 1896. Boston 1896 (Digitalisat).
- George S. Morison: John Hopkins Morison, a Memoir. Houghton, Mifflin and Company, Boston und New York 1897 (Digitalisat).
- George S. Morison: The Responsibilities of the Educated Engineer. Lafayette, Ind., University, 1901 (Digitalisat).
- George S. Morison: The Isthmian Canal. An Address Before the Contemporary Club of Chicago, January 25, 1902 (Digitalisat).
- George S. Morison: The Isthmian Canal. An Address Delivered April 24, 1902, Before the Massachusetts Reform Club. Reprint from the Railroad Gazette, May 9, 1902 (Digitalisat).
- George S. Morison: The Isthmian Canal. A Lecture Before the Contemporary Club, Bridgeport, Conn., May 20, 1902 (Digitalisat).
- George S. Morison: The New Epoch as Developed by the Manufacture of Power. Houghton, Mifflin and Company, Boston und New York 1903 (Digitalisat).